# SDL (Unternehmen)
SDL plc mit Hauptsitz in Maidenhead (Vereinigtes Königreich) war ein börsennotiertes britisches Unternehmen in der Entwicklung, Beratung und Vertrieb von Redaktionssystemen, Softwarelösungen im Bereich Online-Marketing sowie Übersetzungstechnologien und -dienstleistungen. Das Unternehmen hat mehr als 70 Niederlassungen in 38 Ländern. Der deutsche Hauptsitz befindet sich in Stuttgart, weitere Standorte in Deutschland liegen in München und Leipzig. Seit 1999 war SDL an der London Stock Exchange notiert und Teil des FTSE 250 Index.
2020 wurde das Unternehmen von der RWS Group übernommen.

## Kunden
SDL betreut über 1500 Unternehmenskunden, darunter ABN-Amro, Best Western, Bosch, Canon, Chrysler, CNH, Emirates, GlaxoSmithKline, Hewlett-Packard, KLM, Lexus, Microsoft, NetApp, Ricoh, Philips, SAP und Sony.

## Geschichte
Das Unternehmen wurde 1992 von Mark Lancaster in Großbritannien gegründet.  Das erste Übersee-Büro wurde daraufhin 1996 in Frankreich eröffnet. 1999 wurden SDL-Aktien erstmals an der London Stock Exchange gehandelt. Das Unternehmen übernahm bislang folgende Unternehmen:
2000 erwarb SDL ITP (kurz für International Translation & Publishing), 2001 Alpnet und die Maschinenübersetzungs-Bereiche der Firma Transparent Language. Die Übernahme der Trados, einem deutschen Wettbewerber im Bereich Übersetzungssoftware, folgte im Jahr 2005. 2007 kamen Tridion, ein Anbieter von Content-Management-Systemen (CMS), und PASS Engineering, Entwickler der Passolo Software, hinzu. 2008 kaufte SDL Idiom Technologies, ein Unternehmen im Bereich globales Informationsmanagement.
2010 ging Fredhopper in SDL-Besitz über, einem niederländischen Anbieter von Lösungen für den E-Commerce. Im selben Jahr übernahm SDL zudem Xopus, ein Unternehmen, das im Bereich Online-XML-Editing tätig ist, sowie den kalifornischen Hersteller der Maschinenübersetzungssoftware Language Weaver. Im Mai 2011 akquirierte SDL den niederländischen CMS-Anbieter Calamares. 2012 folgte die auf Kampagnenmanagement und Social-Media-Analytics spezialisierte Firma Alterian. 2013 folgte bemoko, ein Hersteller von mobilen Weblösungen.